# 阿里埃尔·亨利
阿里埃尔·亨利（法語：Ariel Henry，法語發音：[aʁjɛl ɑ̃ʁi]，1949年11月6日—），海地政治人物，神經外科医生。2015年1月至9月，於總理埃旺·保罗時期擔任內政部長；2015年9月至2016年3月，擔任社會事務和勞工部長。2021年至2024年擔任海地总理、內政部長和代理海地總統。

## 經歷
2021年9月14日，海地首席檢察官贝德-福尔·克洛德（Bed-Fort Claude）質疑甫上任的總理亨利曾在7月7日時任總統若弗内尔·莫伊兹遇刺案發生不久後的凌晨4時3分至4時20分與嫌疑人约瑟夫·费利克斯·巴迪奧（Joseph Felix Badio）通過兩次電話、共計至少7分鐘，建議法官將他起訴並限制出境；隨後，亨利以重大行政錯誤為由開除了克洛德，同時亦開除了司法部長洛克菲勒·樊尚（Rockfeller Vincent）。
2022年1月1日，據報導亨利在戈納伊夫時，他的安保人員與涉及伏擊的幫派發生槍戰，此事件造成一人死亡、兩人受傷。1月10日，紐約時報發表的一份調查報告稱，亨利與刺客巴迪奧有聯繫，後者據稱是暗殺莫伊兹的策劃者，兩人即使在暗殺事件發生后也保持著密切聯繫。兩名海地官員告訴該報，巴迪奧兩次進入亨利的住所，儘管被通緝但沒有受到警衛的阻礙。另一名主要嫌疑人魯道夫·賈爾（Rodolphe Jaar）雖然承認資助並策劃了這次暗殺，但他說巴迪奧將亨利描述為他可以指望作為盟友的人。2月8日，CNN報導之前負責監督暗殺事件調查的法官加里·奧雷利安（Garry Orélien）指責亨利是策劃暗殺莫伊兹的人之一 ，日後奧雷利安否認了對亨利的指控，然而這一說法得到了多名海地執法官員的支持，他們也調查了這次暗殺事件，他們還告訴CNN，亨利正在阻礙調查。2月11日，亨利駁斥了他參與的指控，稱其為“假新聞”，並呼籲巴迪奧向當局自首。他還補充說，沒有海地或美國官員就此案向他提出質疑。
2024年3月，海地的幫派首腦吉姆·切里齊耶發動動亂；3月12日，加勒比共同體稱海地總理亨利決定請辭，並將在過渡總統委員會成立後生效。4月24日，亨利在洛杉磯提交辭呈，並在隔日因過渡總統委員會正式上任而生效。